# Gizi Kiuvu
 (mars 2023).
Gizi Kiuvu Diampasi, née le 5 février 1988, connu sous le nom de Guyssie Kiuvu, est une footballeuse congolaise de la RD Congo qui joue en tant que défenseure. Elle est membre de l'équipe nationale féminine.

## Carrière
Gizi Kiuvu joue pour les Grands Hôtels de Kinshasa et est sélectionnée pour la RD Congo au niveau senior lors du Championnat d'Afrique féminin 2006,,. 